# Javier Clemente
Javier Clemente Lázaro (španělská výslovnost: [xaˈβjeɾ kleˈmente ˈlaθaɾo]; * 12. března 1950, Barakaldo) je španělský fotbalový trenér a bývalý fotbalista, který hrál jako fotbalový záložník. Hrál za Athletic Bilbao a nastoupil za mládežnické reprezentace.
Jako trenér trénoval např. Athletic Bilbao, Atlético Madrid, RCD Espanyol, Real Betis, Real Sociedad, Španělsko, Real Valladolid nebo Libyi. V roce 2022 ukončil kariéru trenéra Libye.

## Klubová kariéra
Hrál za Athletic Bilbao.
Kvůli zranění byl ve svých 20 letech donucen skončit kariéru a v roce 1975 se vydal na trenérskou dráhu.

## Trenérská kariéra
Vyhrál 3× La Ligu a se španělskou reprezentací byl na Mistrovství Evropy ve fotbale 1992, Mistrovství světa ve fotbale 1994, Mistrovství Evropy ve fotbale 1996 a Mistrovství světa ve fotbale 1998.